# Gola Górowska
Gola Górowska – wieś w Polsce położona w województwie dolnośląskim, w powiecie górowskim, w gminie Góra.

## Historia
Pierwsza wzmianka o miejscowości znajduje się w łacińskim dokumencie z 1250 roku wydanym przez papieża Innocentego IV w Lyonie, gdzie wieś zanotowana została w zlatynizowanej, obecnie używanej, polskiej formie „Gola”.

## Podział administracyjny
W latach 1975–1998 miejscowość administracyjnie należała do województwa leszczyńskiego.